# Atemajac de Brizuela (kommun)
Atemajac de Brizuela är en kommun i Mexiko.   Den ligger i delstaten Jalisco, i den centrala delen av landet, 500 km väster om huvudstaden Mexico City.